# Мияги
Мияги (на японски: 宮城県, по английската Система на Хепбърн Miyagi-ken, Мияги-кен) е една от 47-те префектури на Япония. Мияги е с население от 2 370 280 жители (1 октомври 2002 г.) и има обща площ от 7285,16 км². Град Сендай е административният център на префектурата.